# La Daguenière
La Daguenière est une ancienne commune française située dans le département de Maine-et-Loire, en région Pays de la Loire, devenue le 1er janvier 2016, une commune déléguée de la commune nouvelle de Loire-Authion.
Ses habitants sont les Daguenais.

## Géographie

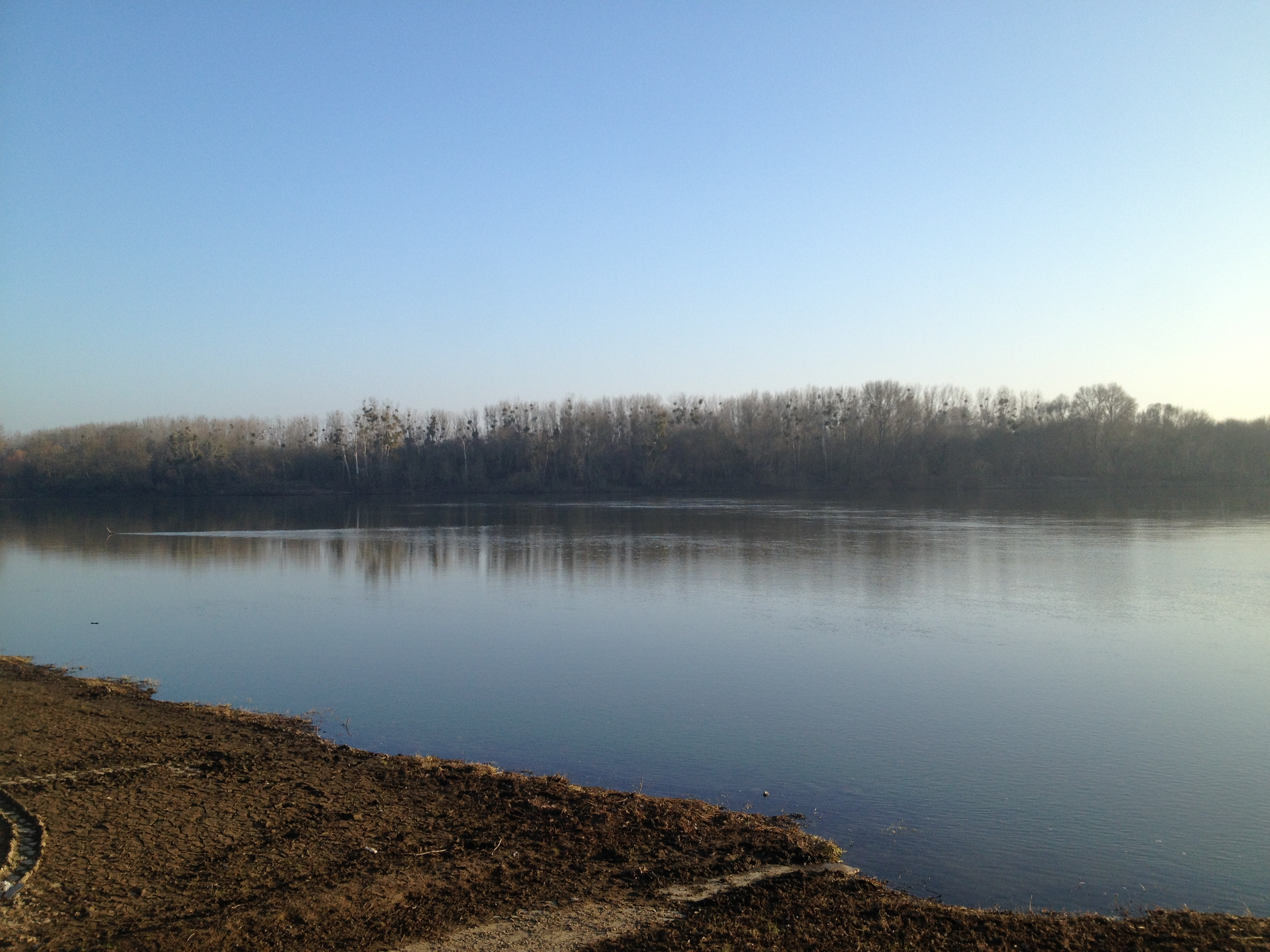
La Loire vue du port à Soyer.

Commune angevine implantée sur la rive nord de la Loire, La Daguenière est située entre Angers et Saumur, dans le Val de Loire, à 11 km à l'est d'Angers.
Elle fait partie du parc naturel régional Loire-Anjou-Touraine dont elle est la limite ouest. Elle comprend le lit mineur de la Loire, où s'écoule le fleuve, et le lit majeur, où se trouve le village et des exploitations agricoles. La Loire est la limite naturelle de la commune au sud (sans possibilité de la traverser), l'Authion une partie de la limite de la commune au nord. Deux îles de la Loire se trouvent sur la commune de la Daguenière : l'île du Hardas et une grande partie de l'île de Mézangeon.

## Histoire
Les premières traces écrites  évoquant la Daguenière apparaissent dans le cartulaire de l'abbaye de Chaloche (Bera quoë dicitur La Daguenere) au XIIe siècle. C'est à l'emplacement d'une ancienne boire, entre Loire et Authion, aux confins des forêts de Belle Poule et de Beaufort qu'a été fondée la commune. Elle fut exploitée par le comte de Blaison puis de Beaufort.
Au fil des siècles, l'édification d'ouvrages hydrauliques de défense contre les crues de la Loire a conduit à un assèchement de la vallée, l'exploitation des terres et la fixation de l'habitat. Son développement est donc intimement lié aux grands travaux de la levée, lancés au XIIe siècle sous Henri II de Plantagenêt. Cette " Grande levée" construite de Langeais aux Ponts-de-Cé a été de nombreuses fois rehaussée jusqu'en 1922. Par ailleurs, des travaux d'assèchements et d'aménagements hydrauliques se sont poursuivis au fil du temps. 1974 verra l'installation de puissantes pompes d'exhaure sur l'Authion. Contrairement à ses proches voisines, la commune n'est pas située en front de fleuve, mais séparée depuis 1977 par une levée contournant le bourg.
Dès le XIVe siècle, les exploitations agricoles se développent. Le chanvre devient la culture de base. Il est possible d’observer de nombreux « vestiges » de ces cultures en traversant le bourg.
L'ardoise y transite, et les ports de la Loire contribuent activement à l'essor du commerce et de l'artisanat.
Des hostelleries accueillent les voyageurs : L'Écu de Bretagne et Le Bœuf Couronné. Un pont sur l'Authion en amont de Sorges vient améliorer la communication avec Angers.
La première chapelle Notre-Dame-des-Levées est construite en 1518, le long de la vieille levée mais la paroisse de rattachement reste Saint-Jean-des-Mauvrets. Il faudra attendre 1569 avant que La Daguenière ne possède son cimetière et ses fonts baptismaux. Au XVIIIe siècle, l’installation d'un relais de poste ou encore la présence d'une brigade de la gabelle, d'un notaire, et d'un chirurgien témoignent de la prospérité et de la notoriété du village.
La construction de l'église actuelle débute en 1822 sous la direction de Louis Philippe (père). Les travaux sont terminés en 1829. Un bombardement, le 29 juillet 1944, viendra détruire sept fenêtres.
En 1830, le conseil municipal acquiert une propriété qui deviendra la mairie et l'école des filles. En face, fut bâtie en 1838 une grosse bâtisse qui accueillera l'école des garçons, puis la poste. L'école transitera par l'actuelle salle Albert-Véger en 1928.
La mairie, incendiée en 1858, fut  reconstruite sur le même emplacement entre 1860 et 1862.
L'école actuelle, Les Bateliers (ouverte en 1977), et la construction de "l'ancien" lotissement en 1978, témoignent de l'accroissement de la population de la fin du XXe siècle.
Aux portes de l'agglomération angevine, la commune aurait pu compter sur l'urbanisation au vu de la pression foncière. Cependant, les contraintes du PPRI (Plan de Prévention des Risques Inondation) sont fortes, et les surfaces disponibles à la construction sont restreintes. Jouant la carte touristique, la commune perpétue cependant sa vocation agricole. On y cultive toutes sortes de graines, semences et maïs. Les anciens ports où transitaient ardoises et autres denrées ont été rénovés, et offrent des aires de pique-nique, des lieux de détente et de promenades sur les bords de Loire.
En fin d'année 2015, les communes d'Andard, Bauné, La Bohalle, Brain-sur-l'Authion, Corné, La Daguenière et Saint-Mathurin-sur-Loire se regroupent pour former la commune nouvelle de Loire-Authion.

## Politique et administration

### Administration municipale

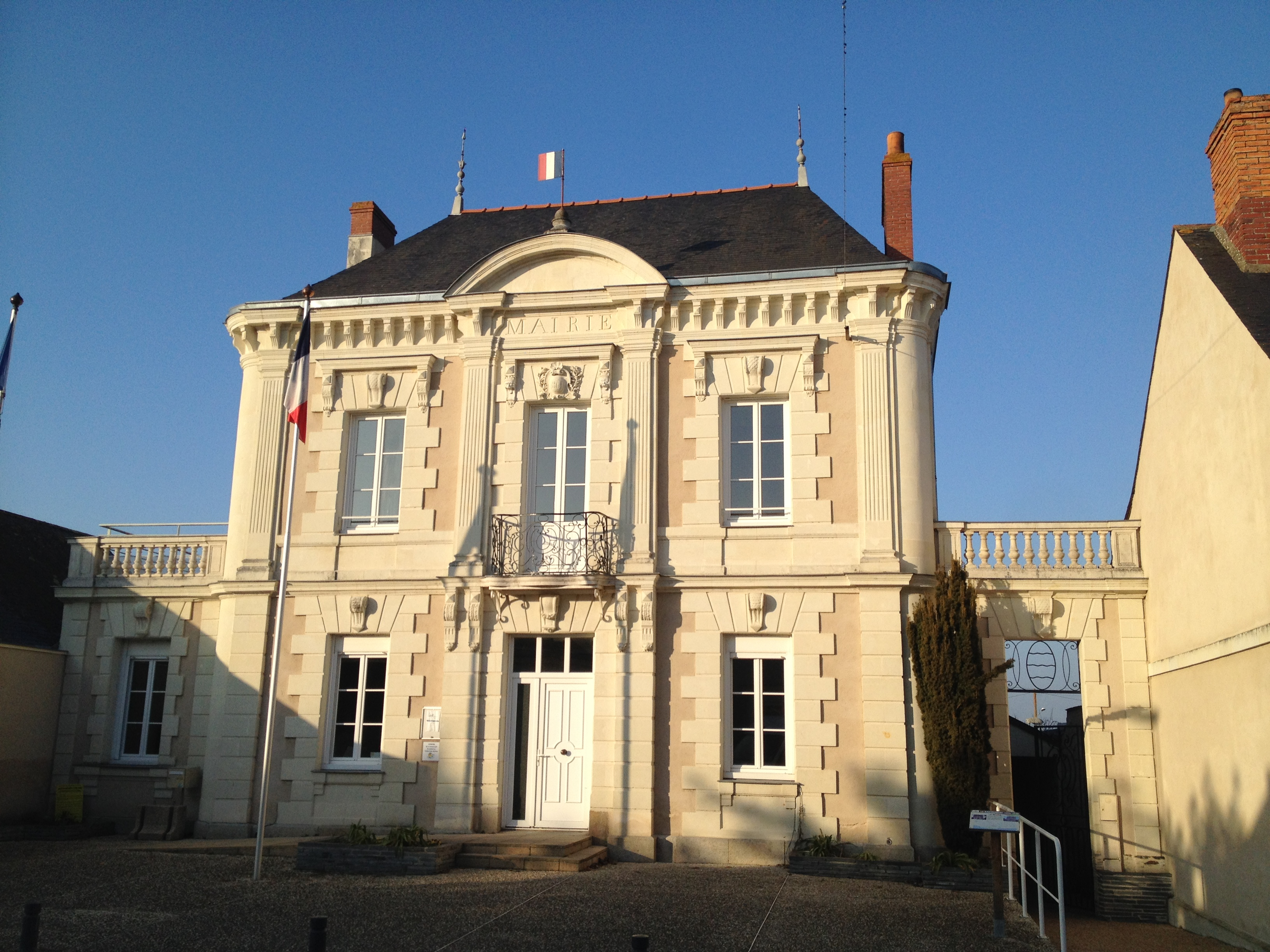
La mairie.

#### Administration actuelle
Depuis le 1er janvier 2016 La Daguenière constitue une commune déléguée au sein de la commune nouvelle de Loire-Authion et dispose d'un maire délégué.
| Période                                  | Période  | Identité        | Étiquette | Qualité                           |
| ---------------------------------------- | -------- | --------------- | --------- | --------------------------------- |
| janvier 2016                             | mai 2020 | Camille Chupin  |           |                                   |
| mai 2020                                 |          | Danielle Lepage |           | Retraité de l'éducation nationale |
| Les données manquantes sont à compléter. |          |                 |           |                                   |

#### Administration ancienne
| Période                                  | Période          | Identité         | Étiquette | Qualité                     |
| ---------------------------------------- | ---------------- | ---------------- | --------- | --------------------------- |
| 1990                                     | 2001             | Lucien Moreau    |           | Officier de marine retraité |
| mars 2001                                | mars 2014        | Georges Samoyeau |           | Géomètre                    |
| mars 2014                                | 31 décembre 2015 | Camille Chupin   |           |                             |
| Les données manquantes sont à compléter. |                  |                  |           |                             |

### Ancienne situation administrative
La commune est membre jusqu'en 2015 de la communauté de communes de la Vallée-Loire-Authion, elle-même membre du syndicat mixte Pays Loire-Angers. L'intercommunalité est dissoute le 31 décembre 2015.

## Population et société

### Évolution démographique
L'évolution du nombre d'habitants est connue à travers les recensements de la population effectués dans la commune depuis 1793. À partir du 1er janvier 2009, les populations légales des communes sont publiées annuellement dans le cadre d'un recensement qui repose désormais sur une collecte d'information annuelle, concernant successivement tous les territoires communaux au cours d'une période de cinq ans. 
Pour les communes de moins de 10 000 habitants, une enquête de recensement portant sur toute la population est réalisée tous les cinq ans, les populations légales des années intermédiaires étant quant à elles estimées par interpolation ou extrapolation. Pour la commune, le premier recensement exhaustif entrant dans le cadre du nouveau dispositif a été réalisé en 2007,.
En 2013, la commune comptait 1 285 habitants, en évolution de −0,46 % par rapport à 2008 (Maine-et-Loire : +3,3 %, France hors Mayotte : +2,49 %).
| 1793 | 1800 | 1806 | 1821  | 1831  | 1836  | 1841  | 1846  | 1851  |
| ---- | ---- | ---- | ----- | ----- | ----- | ----- | ----- | ----- |
| 840  | 757  | 893  | 1 089 | 1 150 | 1 208 | 1 183 | 1 200 | 1 166 |

| 1856  | 1861  | 1866  | 1872  | 1876  | 1881  | 1886 | 1891 | 1896 |
| ----- | ----- | ----- | ----- | ----- | ----- | ---- | ---- | ---- |
| 1 152 | 1 124 | 1 106 | 1 050 | 1 040 | 1 006 | 935  | 900  | 885  |

| 1901 | 1906 | 1911 | 1921 | 1926 | 1931 | 1936 | 1946 | 1954 |
| ---- | ---- | ---- | ---- | ---- | ---- | ---- | ---- | ---- |
| 853  | 847  | 769  | 662  | 697  | 686  | 644  | 590  | 650  |

| 1962 | 1968 | 1975 | 1982  | 1990  | 1999  | 2007  | 2012  | 2013  |
| ---- | ---- | ---- | ----- | ----- | ----- | ----- | ----- | ----- |
| 671  | 630  | 690  | 1 061 | 1 196 | 1 246 | 1 289 | 1 271 | 1 285 |

### Pyramide des âges
La population de la commune est relativement jeune. Le taux de personnes d'un âge supérieur à 60 ans (15,7 %) est en effet inférieur au taux national (21,8 %) et au taux départemental (21,4 %).
À l'instar des répartitions nationale et départementale, la population féminine de la commune est supérieure à la population masculine. Le taux (51 %) est du même ordre de grandeur que le taux national (51,9 %).
La répartition de la population de la commune par tranches d'âge est, en 2008, la suivante :
- 49 % d’hommes (0 à 14 ans = 22,3 %, 15 à 29 ans = 16,3 %, 30 à 44 ans = 20,1 %, 45 à 59 ans = 25,3 %, plus de 60 ans = 16 %) ;
- 51 % de femmes (0 à 14 ans = 23,3 %, 15 à 29 ans = 14,2 %, 30 à 44 ans = 23,9 %, 45 à 59 ans = 23,3 %, plus de 60 ans = 15,4 %).

| Hommes | Classe d’âge | Femmes |
| ------ | ------------ | ------ |
| 0,6    | 90 ans ou +  | 0,3    |
| 4,6    | 75 à 89 ans  | 5,8    |
| 10,8   | 60 à 74 ans  | 9,3    |
| 25,3   | 45 à 59 ans  | 23,3   |
| 20,1   | 30 à 44 ans  | 23,9   |
| 16,3   | 15 à 29 ans  | 14,2   |
| 22,3   | 0 à 14 ans   | 23,3   |

| Hommes | Classe d’âge | Femmes |
| ------ | ------------ | ------ |
| 0,4    | 90 ans ou +  | 1,1    |
| 6,3    | 75 à 89 ans  | 9,5    |
| 12,1   | 60 à 74 ans  | 13,1   |
| 20,0   | 45 à 59 ans  | 19,4   |
| 20,3   | 30 à 44 ans  | 19,3   |
| 20,2   | 15 à 29 ans  | 18,9   |
| 20,7   | 0 à 14 ans   | 18,7   |

### Vie locale
- Football, en entente avec La Bohalle, chacune des deux communes possédant son propre stade.

## Économie
Sur 80 établissements présents sur la commune à fin 2010, 19 % relevaient du secteur de l'agriculture (pour une moyenne de 17 % sur le département), 9 % du secteur de l'industrie, 13 % du secteur de la construction, 50 % de celui du commerce et des services et 10 % du secteur de l'administration et de la santé.

## Culture locale et patrimoine

### Lieux et monuments
Patrimoine sur la commune :
- Pont de Sorges, du XVIIIe siècle ;
- Communs du Cloteau, des XVe et XIXe siècles ;
- Moulin des Grands-champs, moulin à vent du XVIIIe siècle ;
- Église Saint-Blaise, du XIXe siècle.